# Карлисты
Карли́сты (исп. carlistas) или апостолики — реакционно-монархическая политическая партия в Испании, противящаяся прагматической санкции 1830 года, отменяющей салический закон и признающая права Дона Карлоса Старшего и его потомства на испанский престол. 
В XIX веке они приняли активное участие в трёх гражданских войнах (называемых карлистскими). Карлизм был активен на протяжении полутора веков, с 1830-х до 1970-х годов. Карлисты существуют и в современной Испании, хотя уже не играют серьёзной роли в политике.

## Предыстория
Партия образовалась после издания Фердинандом VII так называемой прагматической санкции (10 июня 1830), в силу которой вопреки господствовавшему с 1713 салическому закону наследницей престола провозглашалась дочь короля Изабелла, а брат его, дон Карлос Старший, устранялся от престолонаследия.
После смерти Фердинанда VII в 1833 году вся Испания разделилась на две враждебные партии, одна из которых, поддерживавшая права дона Карлоса и его наследников, получила название карлистов, а другая, стоявшая на стороне Изабеллы и её матери, регентши Марии Кристины, — кристиносов. Между ними вспыхнула гражданская война, опустошавшая страну в течение 6 лет (1833—1839). На стороне дона Карлоса стояли преимущественно низшие классы населения, руководимые фанатичным духовенством, и горцы северных провинций, главным образом баскских, подозрительно относившиеся к централизаторским стремлениям мадридского правительства и надеявшиеся при помощи дон Карлоса отстоять свою местную независимость и свои фуэрос (хартии вольностей), тогда как Мария Кристина и её дочь находили поддержку в либеральной партии, населении Мадрида, городском и военном сословиях. Карлисты господствовали в северной и северо-западной части Испании, а кристиносы — в юго-восточной и в самой столице. Борьба этих двух партий привлекала внимание всех европейских правительств, причём Россия, Австрия, Пруссия и итальянские дворы склонялись на сторону карлистов, а Великобритания и Франция — кристиносов.

## Карлистские войны

### Первая карлистская война

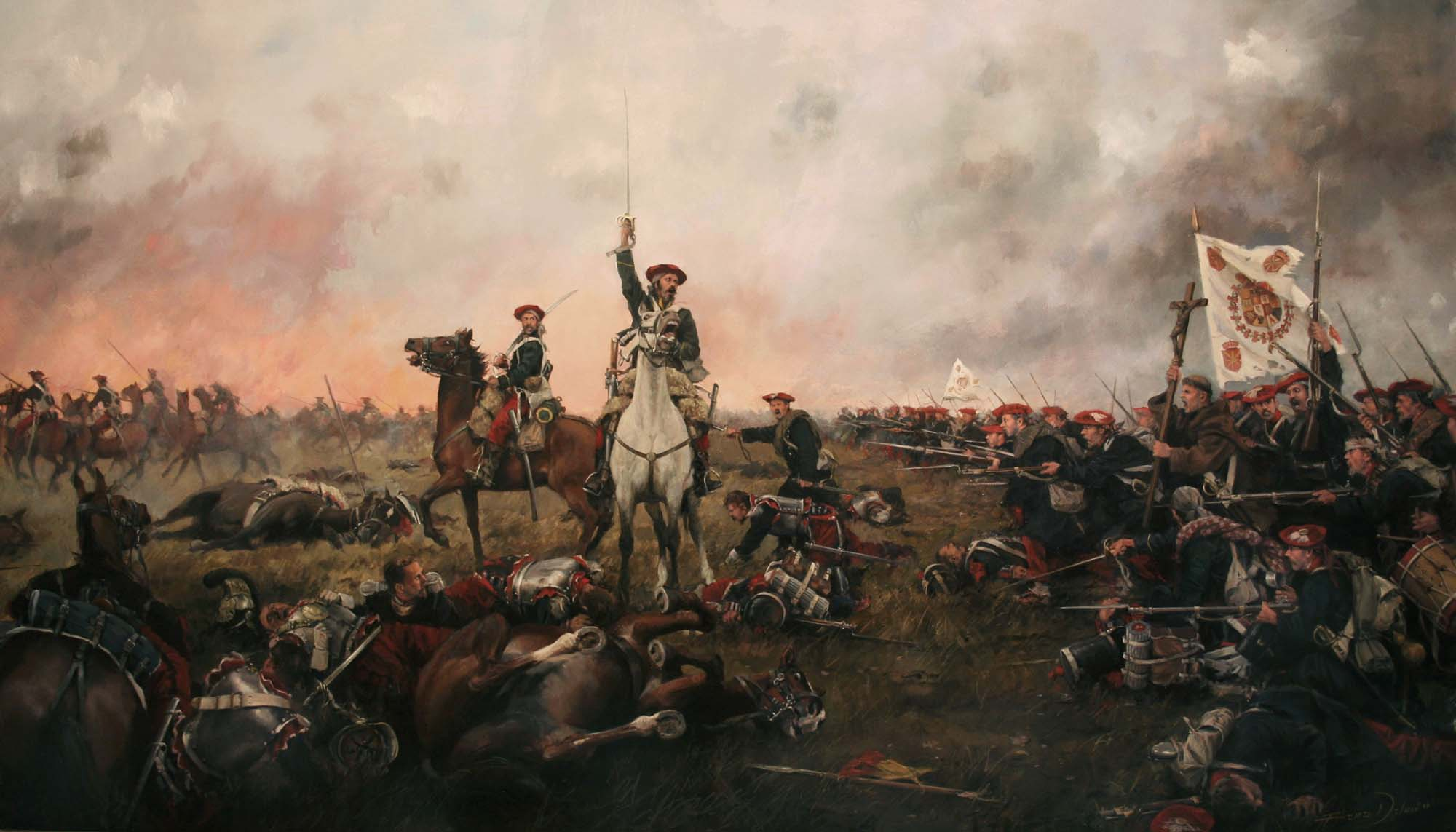
Карлисты в Первой карлистской войне, картина Аугусто Феррера-Дальмау

Восстание карлистов началось в баскских провинциях в первых числах октября 1833 года: дон Карлос был провозглашён королём Испании под именем Карла V. Восстание быстро охватило все баскские провинции, Наварру и проникло в Старую Кастилию, где главным агитатором был священник Мерино. Положение правительства сделалось особенно трудным с того времени, когда во главе инсургентов стал народный герой Сумалакарреги, обладавший организаторскими способностями и сумевший создать из нестройных отрядов дисциплинированную армию, численность которой беспрестанно увеличивалась. Кристиносские генералы — Кордоба, Мина, Сарсфельд, Кесада и другие — большей частью терпели поражения. Дон Карлос, изгнанный из Испании ещё при жизни брата за сопротивление прагматической санкции и нашедший приют в Португалии, у своего родственника дон Мигеля, явился теперь на театр военных действий и стал во главе своей партии. Он обещал отдельным провинциям различные льготы и автономию, сообразуясь с особыми стремлениями каждой из них; благодаря этому движение карлистов быстро распространялось в Арагоне и Каталонии, где предводителем карлистов стал талантливый Кабрера. Почти вся Испания до реки Эбро находилась в руках карлистов. Успехи карлистов продолжались и после смерти Сумалакарреги. В 1836 году карлистский генерал Гомес доходил даже до Кордовы.
Успехам карлистов способствовали раздоры среди самих кристиносов по поводу издания новой конституции. Дела приняли иной оборот в 1837 году, когда во главе кристиносов стали энергичные вожди — Эспартеро и Нарваэс. Дон Карлоса, двинувшегося к Мадриду, Эспартеро заставил отступить; затем он сам начал наступательные действия, нанёс карлистам ряд поражений, оттеснил их в Пиренеи, усмирил бо́льшую часть северных провинций. В среде карлистов, между тем, начались кровавые раздоры, последствием которых было заключение главнокомандующим армии карлистов Марото договора (31 августа 1839 в Вергаре) с Эспартеро и признание им королевой Изабеллы. Примеру его последовали и другие генералы карлистов, и с тех пор Первую карлистскую войну можно было считать проигранной. 27 сентября дон Карлос вынуждён был оставить Испанию и перейти на французскую территорию; Луи-Филипп I назначил ему местопребыванием город Бурж. Кабрера продолжал ещё борьбу против кристиносов, но в следующем году и он должен был удалиться из Испании.
Партия карлистов, однако, не исчезла, как не исчезли в обществе клерикально-абсолютистические тенденции и те источники, из которых карлисты черпали свои силы: глубокое влияние на народные массы фанатического духовенства, традиционные стремления отдельных провинций к автономии и поддержанию старинных вольностей. Карлисты то усиливались, то ослабевали, в зависимости от того, насколько велик был престиж правительственной власти, и продолжали видеть в наследниках дона Карлоса своих вождей и истинных монархов. Претендентом на испанский престол в конце 1850-х годов являлся граф Монтемолин, сын дона Карлоса Старшего, принявший имя Карла VI; но попытка его высадиться в Испании была отражена О’Доннеллом, а сам он попал в плен. Затем карлистским претендентом стал младший брат графа Монтемолина, Хуан (Хуан III), отрёкшийся от притязаний в 1868 году (в конце жизни он оказался претендентом уже на французскую корону).

### Восстание Кабреры
В конце 1846 года Дон Карлос Луис, сын Дона Карлоса Старшего, опубликовал манифест, в котором призывал своих сторонников к вооруженной борьбе. В 1848 году Рамон Кабрера организовал восстание карлистов в Каталонии, но был разбит при Пастерале 29 января 1849 года.

### Вторая карлистская война
В эпоху, следовавшую за сентябрьской революцией 1868 года, карлисты вступили в борьбу с республиканской партией и особенно усилились в период правления короля Амадея (1870—1873) и кратковременного существования испанской республики (1873—1874). Вождём их стал новый претендент, тоже дон Карлос (дон Карлос Младший), принявший имя Карла VII. 15 июля 1873 года он появился в северных провинциях Испании и в короткое время организовал 12-тысячную армию из своих приверженцев в Наварре, Бискайе, Арагоне и Каталонии, поручив начальствование над ней генералам Антонио Доррегараю, Хоакину Элио, Франсиско Сабальсу, священнику Санта-Крусу. От клерикалов и монархистов соседних стран, особенно Франции, он получал помощь в виде денег, оружия и боеприпасов. 

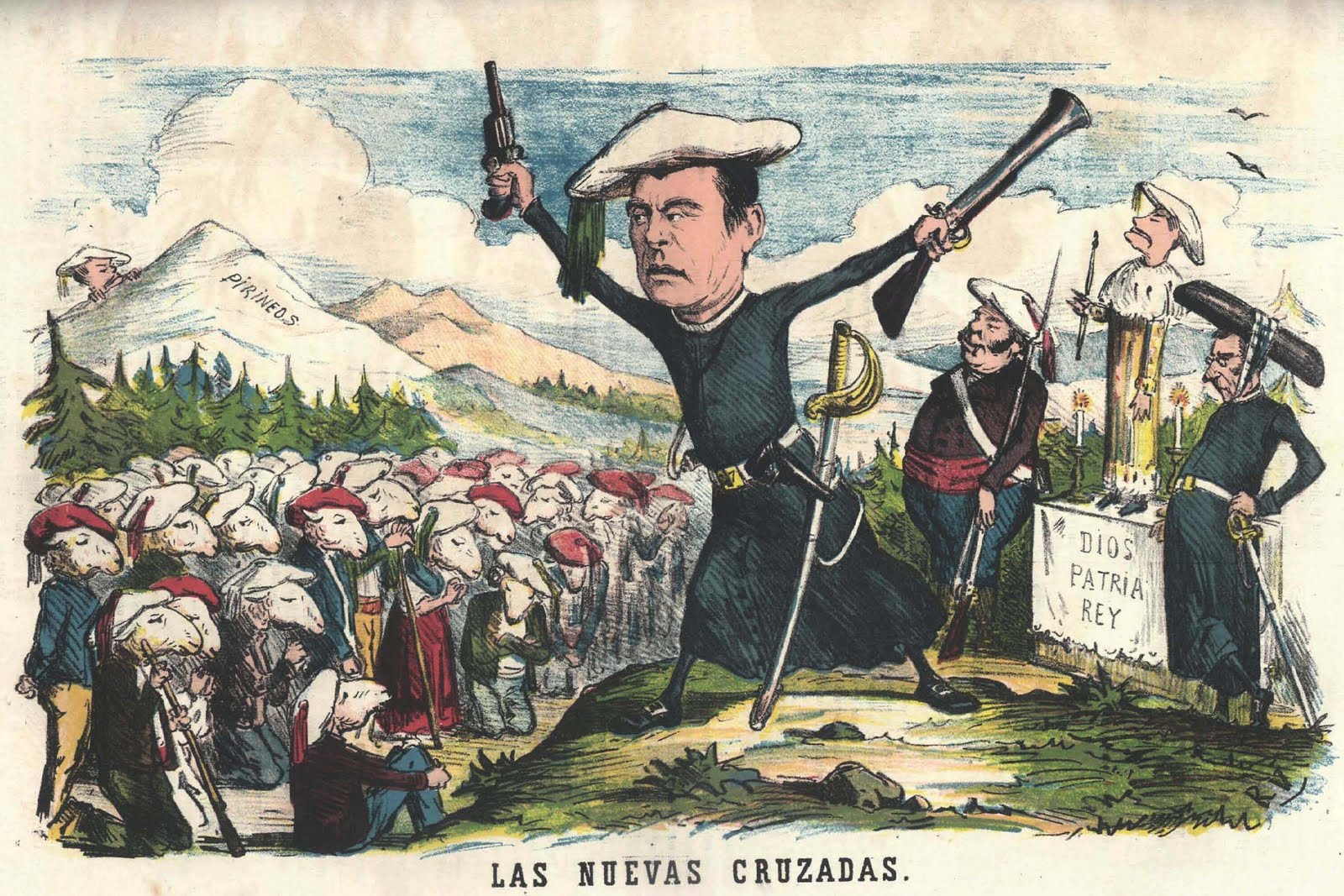
«Новый крестовый поход» (карикатура 1870 года на карлистов). На постаменте написан лозунг карлистов: «Бог, Родина, король».

В борьбе с республиканской Испанией карлисты проявили жёсткость, разрушая железные дороги, совершая нападения на поезда, истребляя селения и их жителей огнём и мечом. Попытки генералов республиканской армии, например, Морионеса, остановить движение карлистов в целом были неудачны. Так шло дело до провозглашения Альфонса XII королём Испании (29 декабря 1874), давшего правительству большую прочность. Летом 1875 года объединённые армии генералов Мартинеса Кампоса и Ховельяра нанесли ряд поражений карлистам, отняли у них крепость Кантавьеху, вынудили их очистить Каталонию и Валенсию; наконец, генералы Кесадо и Морионес взятием Витории (20 июля 1875), Сео-де-Урхеля (26 августа) и Эстельи (19 февраля 1876) окончили карлистскую войну. 28 февраля 1876 года дон Карлос вынужден был покинуть Испанию и удалиться во Францию. Последствия карлистской войны для Испании были самые гибельные и выразились в расстройстве финансов, упадке кредита, ослаблении авторитета правительственной власти и огрубении народных нравов. Баскские провинции и Наварра, служившие главным очагом карлистского восстания, были наказаны лишением своих исключительных прав и привилегий.

## Карлизм в XX веке
Претензии дона Карлоса Младшего (1848—1909) на испанский престол унаследовал его сын Хайме (1870—1931), а после его смерти — брат Карлоса Младшего Альфонсо-Карлос (1849—1936). Со смертью последнего карлистская ветвь испанских Бурбонов пресеклась.
Согласно салическому порядку престолонаследия, следующей по старшинству в династии Бурбонов ветвью являлись потомки супруга королевы Изабеллы II короля-консорта Франсиско де Асис (племянника дона Карлоса Старшего). Поэтому оставшиеся французские роялисты-легитимисты стали считать претендентами на виртуальный французский престол свергнутого испанского короля Альфонсо XIII и его потомков (нынешний глава династии Бурбонов — двоюродный племянник короля Хуана Карлоса I — Луис-Альфонсо [именуемый своими сторонниками Людовиком XX]).
Испанские карлисты по понятным причинам не признали прав потомков Изабеллы II и Франсиско на престол, поставив под сомнение то, что Франсиско действительно был отцом детей Изабеллы. Новым претендентом стал Хавьер (1889—1977), один из сыновей пармского герцога Роберто, представителя младшей ветви династии Бурбонов.
Карлизм, получивший возможность существовать легально, был особенно популярен на севере Испании, в первую очередь в Наварре. Там организовывались карлистские клубы, где молодежь занималась военной подготовкой, а люди постарше обсуждали политические проблемы.
Карлисты были одной из сил, поддержавших националистов в ходе гражданской войны 1936—1939 годов. Их отряды под названием «рекете» сражались на стороне Франко, а в название правящей партии была включена ссылка на «традиционалистов» (Испанская Традиционалистская Фаланга союзов национал-синдикалистского наступления). Поэтому некоторое время были основания предполагать, что Франко передаст корону не принцу Хуану Карлосу, а Хавьеру.
В последние годы Франкистской Испании в карлистском движение выделилось левое крыло. Левые карлисты выдвигали парадоксальную программу «королевства рабочего самоуправления». Их лозунги соединяли традиционные требования карлистской монархии с идеологией югославского титоизма. Предполагалось, что король может стать во главе системы рабочего самоуправления. Карлистский претендент на престол Карлос Уго де Бурбон-Парма разделял эти идеи, выступал за самоуправленческий социализм.
9 мая 1976 года лидер правых карлистов Сикст-Генрих Бурбон-Пармский возглавил нападение на левых карлистов, проводивших ежегодный фестиваль на горе Монтехурра. В результате столкновения погибли два человека.

## Современность

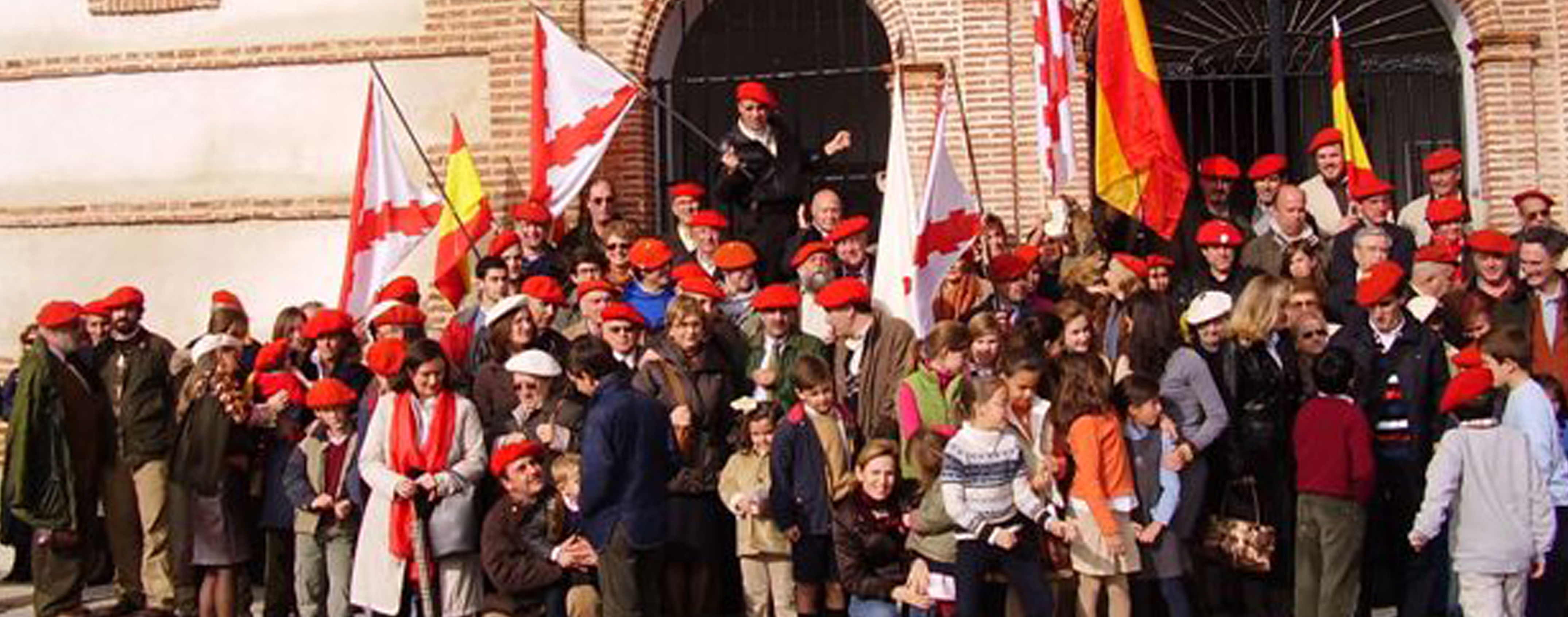
Карлисты отмечают праздник Христа Царя в Хетафе, 2015 год

Карлисты существуют в Испании и в настоящее время. В настоящее время испанский карлизм представляют две организации: «Традиционалистская карлистская община» (ТКО) и «Традиционалистская община» (ТО). В мае 1986 года в Эскориале состоялся конгресс «За объединение карлизма», на котором было заявлено о начале активной деятельности ТКО. 
Более радикальная ТО провозглашает: «Да здравствует историческая Конституция Испании, смерть Конституции 1978 года!» и рассматривает существующий в настоящее время в Испании политический режим как «нелегитимный». ТКО заявляет, что Испания — фактически не монархия, а «коронованная республика».
Девиз карлистов — «Бог, Родина, Вольности, Король». Они являются противниками государственного централизма и считают необходимым наделить городские советы теми полномочиями, которые они могут исполнять самостоятельно; считают, что европейское единство должно быть основано на духовных и культурных ценностях и требуют пересмотреть участие Испании в ЕС, ориентируясь на образование конфедерации с конкретными задачами и ограниченной компетенцией. Карлисты заявляют, что испанские семьи разрушаются из-за легализации разводов и абортов.

## Карлистские претенденты
Карлистскими претендентами на испанский (а с 1883 года — и на французский) престол были:
- Карл V (инфант дон Карлос-Мариа-Исидро, граф де Молина): 1833—1845.
- Карл VI (дон Карлос-Луис-Мариа-Фернандо, граф де Монтемолин), его старший сын: 1845—1861.
- Хуан III Испанский (в 1868 отрёкся) и Французский (с 1883) (дон Хуан-Карлос-Мариа-Исидро, граф де Монтисон), его брат: 1861—1887.
- Карл VII Испанский и XI Французский (дон Карлос-Альфонсо-Мариа де лос Долорес-Хуан-Рафаэло, герцог Мадридский), его сын: 1887—1909.
- Иаков III Испанский и I Французский (дон Хайме-Хуан-Карлос-Альфонсо-Фелипе, герцог Мадридский), его сын: 1909—1931.
- Альфонс-Карл I Испанский и XII французский (дон Альфонсо-Карлос-Фердинандо-Хозе-Хуан-Пио, герцог де Сан-Хайме), младший брат Карла VII: 1931—1936.

### Карлистское престолонаследие после 1936 года
После смерти Альфонса-Карла I карлисты разделились во мнении, кого следует считать законным королём Испании. Часть из них (в основном во Франции) признала таковым свергнутого на то время Альфонса XIII Испанского, как старшего в мужском потомстве Карла IV Испанского. Но для большинства испанских карлистов новым легитимным монархом стал представитель Пармского Дома.
- Хавьер I (герцог Пармский, граф де Молина): 1936—1975 (отрёкся).
- Карл VIII Уго (Карлос-Уго, герцог Пармский), его сын: 1975—2010.

В 70-е годы, однако, в карлистском движении произошёл внутренний конфликт, в результате которого большинство нынешних карлистов отвергли Карлоса-Уго. Часть из них считает своим лидером его младшего брата Сикста-Генриха (Сиксто-Энрике, герцог Аранхуэсский), который именуется регентом. Этот конфликт отразился в кровопролитном столкновении на карлистском фестивале 9 мая 1976 года.
Небольшая часть карлистов в 1936 году признала переход прав на испанский престол по женской линии — к внуку дона Карлоса Младшего эрцгерцогу Карлу-Пию (Карл VIII; из тосканской ветви Габсбургов). После его смерти претензии унаследовали его старшие братья (Антон [Карл IX] и Франц-Йозеф [Франсиско]), а после — племянник Доминик (Доминго I; сын Карла IX).